# Martina Preissová
Martina Preissová, rozená Stehlíková, dříve též Válková (* 31. října 1975 Znojmo) je česká divadelní, televizní a filmová herečka. Je členkou činoherního souboru Národního divadla v Praze.

## Životopis
Po ukončení střední pedagogické školy vystudovala v roce 1998 činoherní herectví na Divadelní fakultě Janáčkovy akademie múzických umění v Brně. Již během studia hostovala v Národním divadle Brno, následně zde získala stálé angažmá (1998–2000). Po dvouletém hostování v Národním divadle v Praze se stala od roku 2000 stálou členkou tamní činohry a hostuje i na jiných pražských scénách. Byla dvakrát (1999, 2004) nominována na Cenu Thálie.

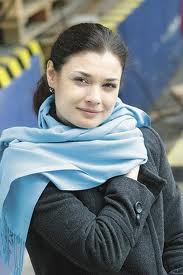
Martina Preissová

První manželství uzavřela s dirigentem Romanem Válkem. Po rozvodu v roce 2005 se podruhé vdala 28. července 2009 za herce Martina Preisse.
V roce 2021 napsala svoji prvotinu. Soubor povídek ze života, knihu Jak jsem nebyla na lvech a jiné příhody.

## Výběr filmografie
- 1998 – Detektiv Martin Tomsa (seriál) – díl Opuštěná
- 1997 – Četnické humoresky (seriál)
- 2002 – Útěk do Budína
- 2004 – Pojišťovna štěstí (seriál)
- 2004 – Redakce (seriál)
- 2005 – Krev zmizelého
- 2008 – Nemocnice na kraji města – nové osudy (seriál)
- 2009 – Přešlapy (seriál)
- 2012 – Probudím se včera
- 2012 – Ententýky – Eva Lamačová
- 2013 – Křídla Vánoc
- 2016 – Rapl (seriál) – díl Amok
- 2017 – Ohnivý kuře (seriál)
- 2020 –  Slunečná (seriál)
- 2021 - Anatomie života (seriál)

## Audioknihy
- audiokniha Císařovy nové šaty a další pohádky, audiokniha vyšla pro projekt Noc s Andersenem 2017, vydala Audiotéka